# Ланс (кантон)
Ланс (фр. Lens) — кантон во Франции, находится в регионе О-де-Франс, департамент Па-де-Кале. Входит в состав округа Ланс.

## История
Кантон образован в результате реформы 2015 года. В его состав вошли город Ланс и упраздненный кантон Ланс-Нор-Эст.

## Состав кантона
В состав кантона входят коммуны (население по данным Национального института статистики за 2018 г.):
- Анне (4 377 чел.)
- Ланс (31 606 чел.)
- Луазон-су-Лан (5 379 чел.)

## Политика
На президентских выборах 2022 г. жители кантона отдали в 1-м туре Марин Ле Пен 41,8 % голосов против 20,5 % у Эмманюэля Макрона и 20,2 % у Жана-Люка Меланшона; во 2-м туре в кантоне победила Ле Пен, получившая 60,2 % голосов. (2017 год. 1 тур: Марин Ле Пен – 38,1 %, Жан-Люк Меланшон – 22,2 %, Эмманюэль Макрон – 16,3 %, Франсуа Фийон – 9,6 %; 2 тур: Ле Пен – 55,8 %. 2012 год. 1 тур: Марин Ле Пен — 31,8 %, Франсуа Олланд — 30,5 %, Николя Саркози — 15,5 %; 2 тур: Олланд — 61,2 %).
С 2021 года кантон в Совете департамента Па-де-Кале представляют мэр коммуны Луазон-су-Лан Даниэль Кружка (Daniel Kruszka) и вице-мэр города Ланс Фатима Эт Шихебби (Fatima Ait Chikhebbih)  (оба — Социалистическая партия).
|                | Кандидаты                        | Партия                   | Первый тур | Первый тур     | Второй тур | Второй тур |
| Кол-во голосов | Кандидаты                        | Партия                   | % голосов  | Кол-во голосов | % голосов  |            |
| -------------- | -------------------------------- | ------------------------ | ---------- | -------------- | ---------- | ---------- |
|                | Даниэль Кружка Фатима Эт Шихебби | Социалистическая партия  | 3 026      | 37,63          | 4 584      | 57,70      |
|                | Брюно Клаве Фредерика Ловер      | Национальное объединение | 2 982      | 37,08          | 3 360      | 42,30      |
|                | Насейра Венсан Люсьен Шатлен     | Левый блок – Зелёные     | 932        | 11,59          |            |            |
|                | Мартин Бело Вассёр Мишель Лануа  | Республиканцы            | 897        | 11,16          |            |            |
|                | Санди Рес Саид Улаффа            | Прочие                   | 204        | 2,54           |            |            |

|                | Кандидаты                       | Партия                  | Первый тур | Первый тур     | Второй тур | Второй тур |
| Кол-во голосов | Кандидаты                       | Партия                  | % голосов  | Кол-во голосов | % голосов  |            |
| -------------- | ------------------------------- | ----------------------- | ---------- | -------------- | ---------- | ---------- |
|                | Арьян Блом Юг Сьон              | Национальный фронт      | 5 438      | 42,92          | 6 298      | 50,53      |
|                | Брюно Кавако Мари-Поль Ледан    | Социалистическая партия | 3 355      | 26,48          | 6 165      | 49,47      |
|                | Полин Брозек Брюно Дюкатель     | Правый блок             | 1 800      | 14,21          |            |            |
|                | Камель Бен Азуз Натали Деланнуа | Левый фронт             | 1 333      | 10,52          |            |            |
|                | Армель Гайан Депрез Арно Пави   | Европа Экология Зелёные | 745        | 5,88           |            |            |